# チャールズ・スタンリー・ラインハート

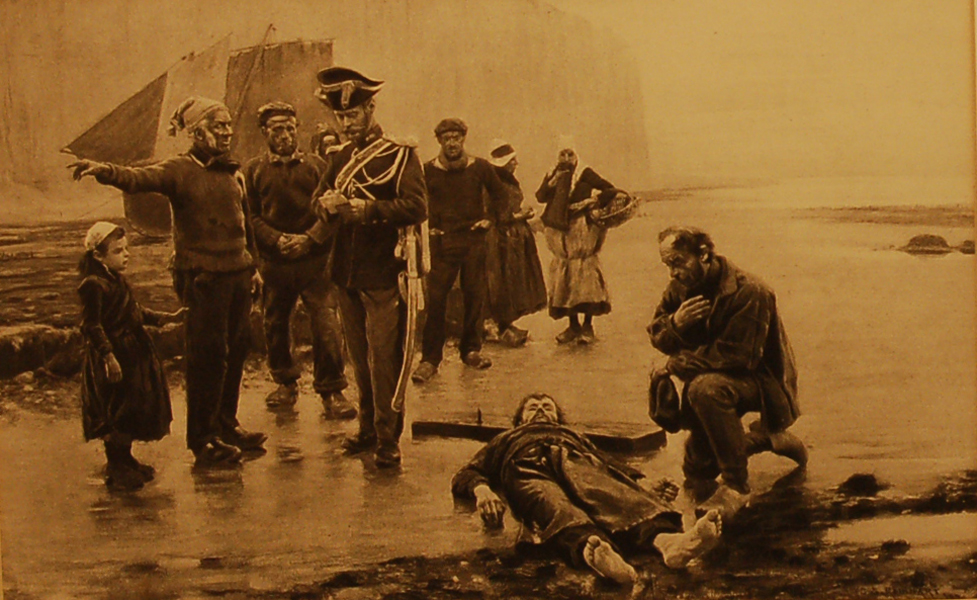
C・S・ラインハートの「Temple Gold Medal」受賞作、「 Washed Ashore 」の複製版画

C・S・ラインハートとして知られるチャールズ・スタンリー・ラインハート（Charles Stanley Reinhart、1844年5月16日 - 1896年8月30日）は、アメリカ合衆国の画家、イラストレーターである。アメリカ合衆国の雑誌や書籍の挿絵を描いた。

## 略歴
ペンシルベニア州のピッツバーグで生まれた。叔父のベンジャミン・フランクリン・ラインハート（Benjamin Franklin Reinhart: 1829-1885）は、1871年にナショナル・アカデミー・オブ・デザインの会員に選ばれた画家であった。
南北戦争中の1861年から1864年の間は軍用鉄道部隊の電信係としてヴァージニア州で働き 、その後、1867年までピッツバーグの製鉄工場で働いた。ヨーロッパで修行してしていた叔父が帰国した後、1867年にパリに渡り、私立の美術学校、アカデミー・シュイスで学び、1868年から1870年の間はミュンヘン美術院でアレクサンダー・シュトレーフーバー（Alexander Strähuber）に絵画を学んだ。
アメリカに帰国後、1870年から1877年まで、ニューヨークの雑誌「Harper's Weekly」のイラストレーターとして働き、その後「Scribner's Magazine」や「Ladies' Home Journal」のイラストレーターも務め、ジョン・タウンゼント・トローブリッジ（John Townsend Trowbridge）の「The book of gold, and other poems」やフランシス・ホプキンソン・スミス（Francis Hopkinson Smith）の「Tom Grogan」といった書籍の挿絵を描いた。
絵画の分野では1888年にペンシルベニア美術アカデミーから年間の最優秀の油絵作品に贈られる「Temple Gold Medal」を受賞し、1889年のパリ万国博覧会の展覧会で複数のメダルを受賞した。
1873年に結婚し、3人の子供がいた。1896年にニューヨークで没した。

## 作品

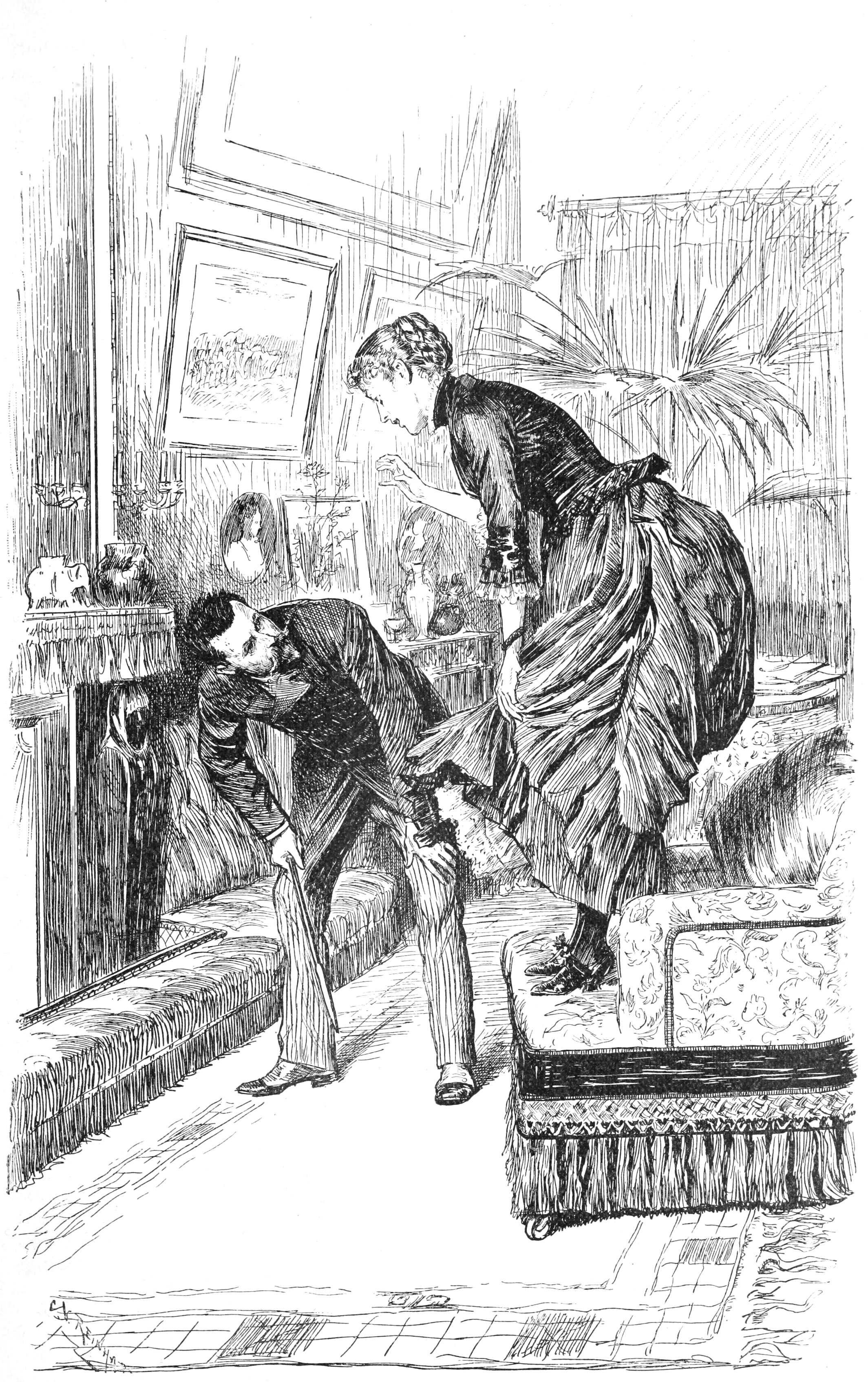
ここには絶対ネズミはいない。 1886年Harper's New Monthly Magazine,挿絵
黒人の説教師 (1890)
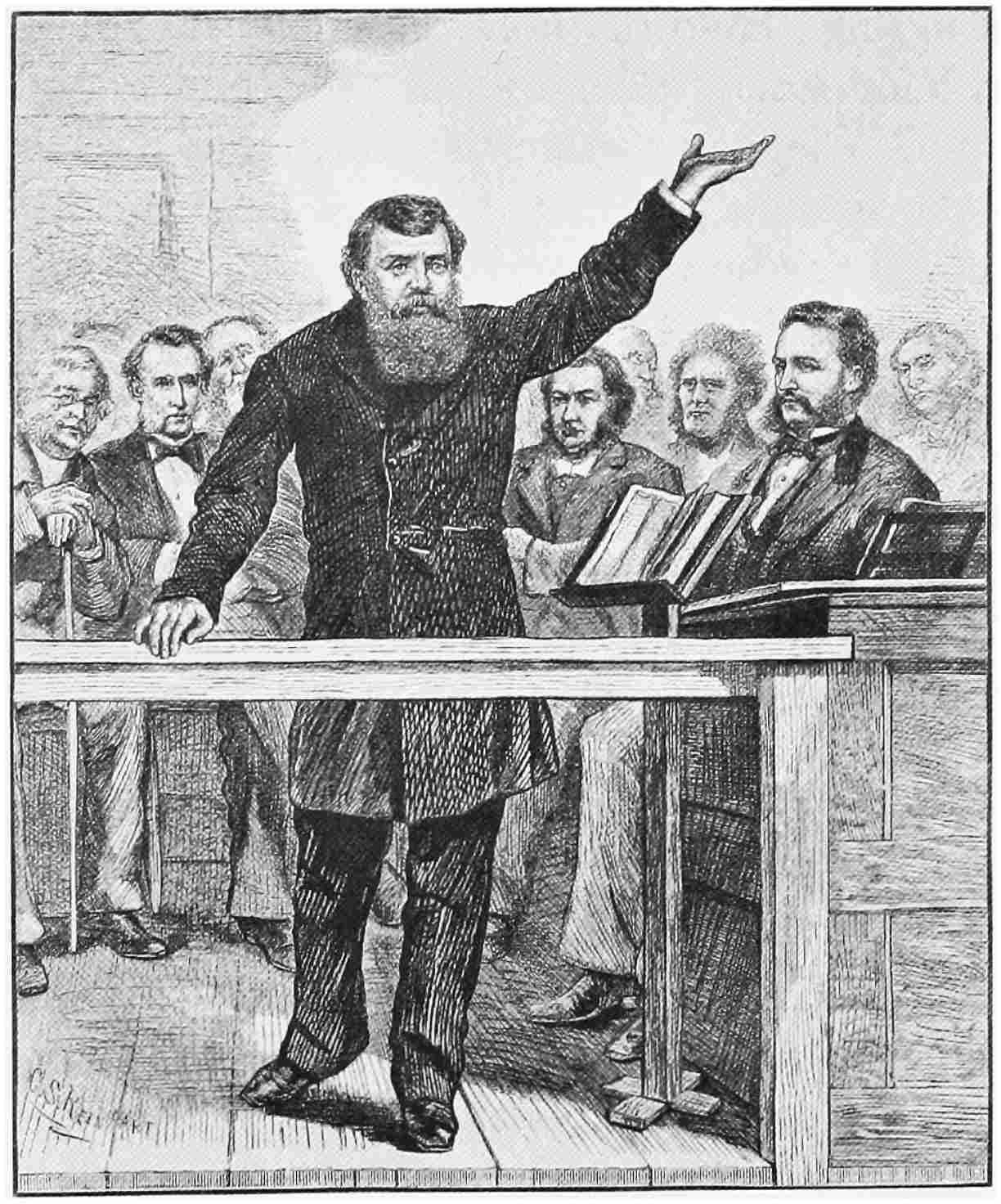
1876年Harper's Weekly 挿絵